# Chiesa di Santo Spirito (Savona)
La chiesa del Santo Spirito è un edificio religioso medievale ubicato nel quartiere di Zinola della città di Savona.
La fondazione intorno all'anno 1300 (?), con la funzione di monastero, da parte dei monaci benedettini del monastero di sant'Eugenio dell'isola di Bergeggi, da cui dipese dal X secolo. Il possedimento assieme a Bergeggi e ad altri, era inserito nei vari possessi e feudi dipendenti dall'abbazia di Lerino, sull'isola provenzale di fronte a Cannes.
Nei periodi in cui tutta la zona è stata colpita da epidemie di peste, l'edificio è stato adibito a lazzaretto.
La chiesa non ha mai raggiunto la dignità di sede parrocchiale dipendendo quindi dalla chiesa parrocchiale di Legino.

## Storia e descrizione
La chiesa conserva solo il perimetro murario, negli ultimi anni messo in sicurezza da ulteriori crolli. Il tetto è completamente inesistente e l'interno non conserva tracce di pitture o di arredi. 
La decadenza è stata accentuata anche a causa del bombardamento durante il quale fu coinvolta nel secondo conflitto mondiale. 
La parte meglio conservata è la facciata che, anche se in parte rimaneggiata, conserva parte degli archetti decorativi lungo lo spiovente del tetto e un bel portale a sesto acuto. Il campanile, diruto in epoca incerta, fu sostituito con un piccolo campanile a vela. La chiesa è stata soggetta all'abbandono conseguentemente alla costruzione nel corso del XIX secolo dell'attuale chiesa di Santo Spirito e Concezione divenuta sede parrocchiale.